# John Newport Langley
John Newport Langley, född 2 november 1852 i Newbury, Berkshire, död 5 november 1925 i Cambridge, var en engelsk fysiolog.
Langley blev 1903 professor i fysiologi i Cambridge och utgav från 1894 "Journal of Physiology". Han var en av sin tids främsta fysiologer och framför allt känd för sina, under en lång följd av år i nämnda tidskrift publicerade, undersökningar över det sympatiska nervsystemets fysiologi. Han tilldelades Royal Medal 1892, blev 1908 ledamot av Vetenskapssocieteten i Uppsala, samma år hedersledamot av Svenska Läkaresällskapet och 1911 utländsk ledamot av Vetenskapsakademien i Stockholm.